# 삼초
삼초(三焦)는 한의학에서 주장하는 오장육부 중 육부(六腑)의 하나로서, 상초(上焦), 중초(中焦), 하초(下焦)가 있다.
해부학적으로 삼초는 존재하지 않는다.
현재는 상·중·하의 삼초를 주로 몸의 부위에 따라 구분하여 횡격막 이상을 상초, 횡격막에서 배꼽까지를 중초, 배꼽 이하를 하초라 한다. 상초는 심장과 폐(肺)를, 중초는 비장과 위장·간(肝), 하초는 신장·대장·소장·방광(膀胱) 등의 내장을 포괄하고 있다.
삼초는 여러 기(氣)가 중심적으로 작용하는 곳으로 인체의 기화작용(氣化作用: 기혈의 작용에 의해서 내장기 고유의 기능이 발휘되는 것)을 종합·통제하는 곳이며 또한 원기(元氣)와 내분비물이 운송되는 통로이다.
상초는 심장과 폐의 수송 작업에 힘입어 음식물의 에센스를 전신에 보내며, 그로써 피부·근육·골격을 보양한다. 중초의 주된 작용은 음식물의 소화·흡수와 혈액화하는 작용, 즉 영양물질을 혈액으로 변화시키는 작용을 한다. 하초의 주된 작용은 맑고 탁함, 즉 대변과 소변을 분리시키며, 노폐물을 몸 밖으로 배설시키는 일이다.

## 형상과 부위
동의보감은 삼초의 형상에 대해서 황제내경을 인용하여 설명하기를
三焦形象上焦如霧中焦如埖下焦如瀆《靈樞》○上焦主出陽氣溫於皮膚分肉之間若霧露之漑焉故曰上焦如霧○中焦主變化水穀之味其精微上注於肺化而爲血行於經隧以榮五藏周身故曰中焦如埖○下焦主通利杏便以時傳下出而不納開通秘塞故曰下焦如瀆《入門》
상초는 안개같다. 중초는 거품같다. 하초는 도랑같다.(영추) 상초는 피부와 근육사이에서 따뜻한 양기가 나오는 바이니 마치 안개와 이슬의 물댐처럼 작용하는 까닭에 왈 '상초는 안개같다'고 한 것이다. 중초는 수곡의 맛을 그 정미한 것으로 변화시켜 폐에 부어 올린다. 피가되어 경락에서 행하고 전신을 돌아 오장(五藏)을 영화롭게 한다. 이런 까닭에 '중초는 거품같다'고 한다. 하초는 때에 맞게 대소변을 통하게 하여 이롭다. 밑으로 내보내어 저장하지 않으니 열어 통하고 자연스럽게 막는다. 이런 까닭에 '하초는 도랑같다' 하는 것이다. (입문)
라고 언급하였다.

## 같이 보기
- 심포